# Ryszard Gawior
Ryszard Mieczysław Gawior (Kielce, 18 de septiembre de 1943) es un deportista polaco que compitió en luge. Ganó una medalla de bronce en el Campeonato Europeo de Luge de 1967, en la prueba doble.

## Palmarés internacional
| Campeonato Europeo | Campeonato Europeo | Campeonato Europeo | Campeonato Europeo |
| Año                | Lugar              | Medalla            | Prueba             |
| ------------------ | ------------------ | ------------------ | ------------------ |
| 1967               | Königssee (RFA)    | Medalla de bronce  | Doble              |